# یوگایوا
یوگایوا (لیتوانیایی: Jogaiła؛ ‏تلفظ لیتوانیایی: [jɔˈɡâːɪɫɐ] ()) بعداً ووادیسواف دوم یاگیه‌ئووُ (لهستانی: Jogaiła؛ ‏Polish: [vwaˈdɨswaf jaˈɡʲɛwwɔ] ()) (۱۳۵۱/۱۳۶۲ – ۱ ژوئن ۱۴۳۴) دوک بزرگ لیتوانی (۱۳۷۷-۱۴۳۴)، شاه مشترک لهستان به همراه همسرش (۱۳۸۶-۱۳۹۹) و سپس به تنهایی شاه لهستان (۱۳۹۹–۱۴۳۴) بود. او از سال ۱۳۷۷ میلادی بر لیتوانی فرمان راند. او به سال ۱۳۸۶ میلادی در کراکوف لهستان با نام ولادیسلاو غسل تعمید داده شد و با ملکه جوان آن کشور، یادویگا، ازدواج کرد. از طریق این ازدواج، او با یادویگا در سلطنت لهستان شریک شد. ولادیسلاو در ۱۳۸۷ میلادی دعوت مردم لیتوانی به مسیحی شدن را آغاز کرد. او در ۱۳۹۹ میلادی با مرگ یادویگا، سلطنت لهستان را در دست گرفت و تا ۳۵ سال بعد به حکومت خود در این کشور ادامه داد. عصر فرمانروایی او، آغازگر دوره طولانی اتحاد لیتوانی و لهستان محسوب می‌شود. او مؤسس خاندان یاگیلون در لهستان است که نام آن نیز برگرفته از اسم اصلی خود وی می‌باشد. همچنین وی آغازگر خاندان گدیمین‌ها در دوک‌نشین بزرگ لیتوانی است. این دو خاندان تا ۱۵۷۲ میلادی به سلطنت خود ادامه دادند و تبدیل به یکی از تأثیرگذارترین دودمان‌های سلطنتیِ اروپای شرقی و مرکزی در اواخر قرون وسطی و آغاز قرون جدید شدند. در زمان حکومت یوگایلا، کشور متحد لهستان-لیتوانی بزرگترین دولت در کل جهان مسیحیت بود.
یوگایلا آخرین شاه کافر تاریخ لیتوانی محسوب می‌شود. پس از آنکه او شاه لهستان شد، کشور تازه تأسیس لهستان-لیتوانی توانست قدرت شوالیه‌های تتونیک را در منطقه از میان ببرد. پیروزی نیروهای متحد در نبرد گرونوالد به سال ۱۴۱۰ میلادی، قدرت شوالیه‌های تتونیک را برای همیشه درهم شکست و امنیت لهستان و لیتوانی را تضمین کرد. در ضمن، این پیروزی نشان داد که اتحاد میان لهستان و لیتوانی قدرت قابل توجهی را در منطقه پدید آورده است. همچنین، دوره حکومت ولادیسلاو با نام آغاز عصر طلایی لهستان شناخته می‌شود.